# Ivan Marković Irac
Ivan Marković - Irac (Kožuhe, Doboj, 3. travnja 1909. – Vukosavci, Majevica, 20. veljače 1942.), narodni heroj Jugoslavije

## Životopis
Rođen u Kožuhama. Radnik. Od prije rata član KPJ. U međuratnom razdoblju bio među trojicom igrača i članova Slobode iz Tuzle. Poginuo na Majevici u Vukosavcima 20. veljače 1942. kao zapovjednik Majevičkog odreda. Proglašen je narodnim herojem 13. ožujka 1945. godine.